# Radó András
Radó András (Pápa, 1993. szeptember 9. –) magyar labdarúgó, a másodosztályú Vasas játékosa.

## Pályafutása

### Klubcsapatokban

#### Szombathelyi Haladás
A labdarúgással szülővárosában ismerkedett, a Pápai ELC majd a Lombard Pápa csapatánál kezdte, és egészen 15 éves koráig a Veszprém megyei egyesületnél játszott.
2008-ban a Szombathelyi Haladáshoz igazolt, ahol három év után, mindössze 18 esztendősen már be is mutatkozhatott az élvonalban. Gyorsaságával, robbanékonyságával és agilis mozgásával azonnal felhívta magára a figyelmet, első idényében 12 mérkőzésen játszott, két gólt lőtt, emellett nyolc gólpasszt is kiosztott. Fejlődése töretlen maradt, a 2012-13-as szezonban alapembere volt a szombathelyi csapatnak, huszonhét mérkőzésen játszott – ebből 26-szor kezdett -, hét góljával és hét gólpasszával pedig már 19 évesen az NB I egyik kiemelkedő támadója volt. 
A 2013-14-es szezonban tizennégy góljával és tizenegy gólpasszával hatodik helyhez segítette a Haladást. A szombathelyieknél házi gólkirály lett, összességében is jól teljesített, a bajnokság negyedik legjobb góllövője volt. Ebben az évben a Hivatásos Labdarúgók Szervezete az NB I legjobb 21 éven aluli labdarúgójának választotta, teljesítményével nagyban hozzájárult ahhoz, hogy csapata az előkelő helyen zárta a bajnokságot.
Egy sérülés miatt a következő idény nagy részét ki kellett hagynia, a bajnokság utolsó harmadára tudott csak visszatérni, majd bennmaradáshoz segítette csapatát.

#### Ferencvárosi Torna Club
Radó Andrást több magyar ,,topcsapat" is hívta, többek között érdeklődött  az Újpest FC és a Videoton FC is, de végül a Ferencvárosnál kötött ki, és első bajnokiját éppen előző csapata ellen játszotta. A csapatban a felnőtt válogatott Böde Dániel és Stanislav Šesták, valamint a szintén utánpótlás válogatott Haraszti Zsolt is a posztján szerepelt, Radó az idény folyamán 25 bajnokin hat góllal járult hopzzá a bajnoki cím megszerzéséhez, valamint kupagyőzelmet ünnepelhetett a zöld-fehér csapattal és bemutatkozhatott a nemzetközi porondon is. Az ezt követő, 2016–2017-es bajnokságban jóval kevesebb lehetőséget kapott Thomas Dolltól, mindössze 13 bajnokin lépett pályára.

#### Puskás AFC
2017. június 3-án a Puskás AFC szerződtette. Augusztus 5-én, a Budapest Honvéd elleni negyedik fordulós mérkőzésen eltörte a lábát egy ütközés után.

#### Zalaegerszeg
2019. július 3-án az élvonalba visszajutó Zalaegerszeghez szerződött. Első bajnoki gólját a ZTE-ben a bajnokság negyedik fordulójában szerezte a szintén újonc Kaposvári Rákóczi ellen 4–0-ra megnyert találkozón, majd a kapuba talált a következő körben volt klubja, a Puskás Akadémia ellen is. A 8. fordulóban büntetőből volt eredményes a Kisvárda elleni 3–3-as döntetlen alkalmával. A november végi 13. fordulóban egy másik korábbi csapatának, a Ferencvárosnak is gólt lőtt, a találkozót azonban a zöld-fehérek nyerték meg 3–2-re. A bajnokság első felében tízszer volt eredményes, majd a 26. fordulóban a Kaposvár ellen elért duplájának köszönhetően átvette a vezetést a góllövőlistán, teljesítményére pedig Marco Rossi szövetségi kapitány is felfigyelt. A 2019-2020-as szezon végén 13 találattal gólkirályi címet szerzett. 2020 nyarán lejáró szerződését nem hosszabbította meg.

#### Vasas
2020 nyarán a másodosztályú Vasas igazolta le, ahová négy évre szóló szerződést írt alá. 2020. október 4-én az NB II 11. fordulójában a Szeged-Csanád Grosics Akadémia ellen 3–1-re megnyert mérkőzésen két gólt szerzett.

## Sikerei, díjai

### Klubcsapatokkal
Haladás
- A szezon felfedezettje (Hidegkuti Nándor-díj) 2013

 Ferencváros
- Magyar bajnok (1): 2016
- Magyar kupagyőztes (2): 2016, 2017

 Zalaegerszegi TE
- A magyar bajnokság gólkirálya: 2020 (13 gól)

 Vasas
- Magyar másodosztályú bajnok: 2021–22

## Statisztika

### Klubcsapatokban
2025. augusztus 11-i állapot szerint.
| Klub            | Szezon         | Bajnokság | Bajnokság | Országos kupa | Országos kupa | Ligakupa | Ligakupa | Nemzetközi kupa | Nemzetközi kupa | Összesen | Összesen |
| Klub            | Szezon         | Mérk.     | Gólok     | Mérk.         | Gólok         | Mérk.    | Gólok    | Mérk.           | Gólok           | Mérk.    | Gólok    |
| --------------- | -------------- | --------- | --------- | ------------- | ------------- | -------- | -------- | --------------- | --------------- | -------- | -------- |
| Haladás         | 2010–11        | 0         | 0         | 1             | 0             | 2        | 0        | 0               | 0               | 3        | 0        |
| Haladás         | 2011–12        | 12        | 2         | 1             | 0             | 3        | 0        | 0               | 0               | 16       | 2        |
| Haladás         | 2012–13        | 27        | 7         | 1             | 0             | 1        | 1        | 0               | 0               | 29       | 8        |
| Haladás         | 2013–14        | 29        | 14        | 3             | 0             | 1        | 0        | 0               | 0               | 33       | 14       |
| Haladás         | 2014–15        | 23        | 6         | 0             | 0             | 0        | 0        | 0               | 0               | 23       | 6        |
| Haladás         | Összesen       | 91        | 29        | 6             | 0             | 7        | 1        | 0               | 0               | 104      | 30       |
| Ferencváros     | 2015–16        | 25        | 6         | 6             | 0             | –        | –        | 1               | 0               | 32       | 6        |
| Ferencváros     | 2016–17        | 13        | 0         | 5             | 3             | –        | –        | 1               | 0               | 19       | 3        |
| Ferencváros     | 2017–18        | 0         | 0         | 0             | 0             | –        | –        | 1               | 0               | 1        | 0        |
| Ferencváros     | Összesen       | 38        | 6         | 11            | 3             | 0        | 0        | 3               | 0               | 52       | 9        |
| Puskás Akadémia | 2017–18        | 14        | 4         | 3             | 0             | –        | –        | –               | –               | 17       | 4        |
| Puskás Akadémia | 2018–19        | 28        | 3         | 5             | 4             | –        | –        | –               | –               | 33       | 7        |
| Puskás Akadémia | Összesen       | 42        | 7         | 8             | 4             | 0        | 0        | 0               | 0               | 50       | 11       |
| Zalaegerszeg    |                |           |           |               |               |          |          |                 |                 |          |          |
| 2019–20         | 33             | 13        | 4         | 0             | –             | –        | –        | –               | 37              | 13       |          |
| Összesen        | 33             | 13        | 4         | 0             | 0             | 0        | 0        | 0               | 37              | 13       |          |
| Vasas           | 2020–21        | 37        | 13        | 1             | 0             | –        | –        | –               | –               | 38       | 13       |
| Vasas           | 2021–22        | 38        | 14        | 1             | 1             | –        | –        | –               | –               | 39       | 15       |
| Vasas           | 2022–22        | 18        | 1         | 4             | 0             | –        | –        | –               | –               | 22       | 1        |
| Vasas           | 2023–24        | 34        | 8         | 4             | 1             | –        | –        | –               | –               | 38       | 9        |
| Vasas           | 2024–25        | 23        | 5         | 1             | 0             | –        | –        | –               | –               | 24       | 5        |
| Vasas           | 2025–26        | 3         | 0         | –             | –             | –        | –        | –               | –               | 3        | 0        |
| Vasas           | Összesen       | 153       | 41        | 11            | 2             | 0        | 0        | 0               | 0               | 164      | 43       |
| Karrier összes  | Karrier összes | 357       | 96        | 40            | 9             | 7        | 1        | 3               | 0               | 407      | 106      |